# Scutellaria orthocalyx
Scutellaria orthocalyx là một loài thực vật có hoa trong họ Hoa môi. Loài này được Hand.-Mazz. miêu tả khoa học đầu tiên năm 1934.